# Paul L. Smith
Paul Lawrence Smith, creditado também como Paul L. Smith ou Paul Smith (Everett, 24 de junho de 1936 – Ra'anana, 25 de abril de  2012) foi um ator americano, naturalizado israelense.
Smith começou jogando futebol americano no colégio, e graças ao esporte ganhou uma bolsa para estudar filosofia na Florida State University.
Por causa de seu jeito grande, gordo, forte e barbudo, ficou mais conhecido por interpretar vilões e bandidos nas produções das quais participou a partir da década de 70.
Estreou no cinema em Exodus, uma produção norte americana filmada em Israel. Em 1967, ele retornou ao país como voluntário para lutar na Guerra dos Seis Dias. Smith ficou no país até 1973, atuando em cinco produções filmadas por lá, incluindo Uma Luz Lá no Céu (Gospel Road: A Story of Jesus, de 1973), uma produção americana estrelada por Johnny Cash.
Mudou-se então para  Itália, Smith fez uma série de filmes com Smith como um sósia de Bud Spencer e  Michael Coby (pseudônimo de Antonio Cantafora), um sósia de Terence Hill, de 1973 a 1977. Um um desses filmes onde imitava Bud Spencer, Simone e Matteo - Un gioco da ragazzi foi selecionado para lançamento americano pela Film Ventures International com o título Convoy Buddies, eo produtor Edward L. Montoro mudou o nome de Smith para Bob Spencer e o nome de Cantafora para Terrance Hall. Smith processou, argumentando com sucesso que o reconhecimento do nome de um ator é vital para sua carreira. O sistema judicial concordou e decidiu contra a FVI, que pagou a Smith danos e custas judiciais. Mudou-se então para Hollywood, onde atuou em filmes como O Expresso da Meia-Noite (Midnight Express, 1978) como o vice-diretor do presídio Ramidou, além de Duna (1984) e Maverick (1994). Em 1980, fez sucesso interpretando o vilão  Brutus na versão cinematográfica de Popeye (1980), ao lado de Robin Williams  e Shelley Duvall. Smith também teve um papel de destaque na minissérie Masada (1981) como Gideon.
Convertido ao judaísmo, mudou-se com a família para a cidade israelense de Ra'anana em 2006, onde ele faleceu em 25 de abril de 2012, aos 75 anos de idade. A causa de sua morte não foi divulgada.